# Nancuise
 Nancuise   ist eine französische Gemeinde mit 41 Einwohnern (Stand 1. Januar 2022) im Département Jura in der Region Bourgogne-Franche-Comté; sie gehört zum Arrondissement Lons-le-Saunier und zum Kanton Moirans-en-Montagne. 
Nachbargemeinden von Nancuise  sind Rothonay im Norden, Chavéria  im Nordosten, Chambéria im Osten, Marigna-sur-Valouse im Süden, Monnetay im Südwesten und Pimorin im Westen.

## Bevölkerungsentwicklung
| Jahr                       | 1962 | 1968 | 1975 | 1982 | 1990 | 1999 | 2009 | 2017 |
| Einwohner                  | 50   | 56   | 77   | 57   | 58   | 47   | 43   | 46   |
| Quellen: Cassini und INSEE |      |      |      |      |      |      |      |      |